# Больё, Кори
Кори Кинг Больё (Corey King Beaulieu; 22 ноября 1983 года, Довер-Фокскрофт, Мэн, США) — гитарист американской метал-группы Trivium.

## Биография
Кори родился 22 ноября 1983 года в Довер-Фоксфорте, штат Мэн, в семье французских канадцев Больё. Его старшая сестра, Сэнди, живёт в Мэне и занимается разведением лошадей.
В подростковом возрасте он, благодаря Guns N’ Roses, увлекся рок-музыкой, а чуть позже — хеви-металом. Наибольшее влияние на него оказало творчество Iron Maiden, Pantera и Megadeth, однако на его решение стать гитаристом повлияла в первую очередь Metallica.
Когда Кори было 14 лет, он поступил в Foxcroft Academy в Мэне, где играл в хоккейной команде. Там же он начал учиться игре на гитаре с Биллом Пирсом. После долгих поисков группы он наконец присоединяется к Trivium после издания первого альбома коллектива «Ember to Inferno» в 2003. Кори занял место соло/ритм-гитариста. Также он исполняет партии экстрим-бэк-вокала.
В 2005 году Больё участвовал в записи песни «In the Fire», вместе с Мэттом Хифи, King Diamond, Майклом Д’Антонио и Дэйвом Чаварри, для проекта Roadrunner United, приуроченного к годовщине лейбла Roadrunner. Также он выступил на концерте 25th Anniversary, где в составе Trivium и при участии Робба Флинна, исполнил песню «Pull Harder on the Strings of Your Martyr», с альбома Ascendancy.
В 2011 году Больё выступал в Мэне на концерте Rebirth To End, с которой отыграл песню «The Weakness Randomization».

### Влияния
Среди своих любимых гитаристов Кори называет Дейва Мастейна, Марти Фридмана, Даймбэга Даррелла, Джорджа Линча, Майкла Анжело Батио, а также Дэйва Мюррея и Эдриана Смита. Любимые гитарные соло Кори — это «Tornado of Souls» Megadeth и «Cemetery Gates» Pantera.

## Дискография

### Trivium
- Ascendancy (2005)
- The Crusade (2006)
- Shogun (2008)
- In Waves (2011)
- Vengeance Falls (2013)
- Silence In The Snow (2015)
- The Sin and the Sentence (2017)
- What the Dead Men Say (2020)
- In the Court of the Dragon (2021)

### Приглашенный участник
- Roadrunner United
- Записал партию гитары для группы Lizzy Borden на их альбоме 2007 года, Appointment with Death на треке «Abnormal».
- Dirge Within — Complacency (соло-гитара)
- Annihilator — Metal (гитарные соло в песне Kicked)
- Rebirth To Ends — The Weakness Randomization (вокал)[3].